# 테아트로 올림피코
테아트로 올림피코(이탈리아어: Teatro Olimpico)는 이탈리아 비첸차에 위치한 르네상스 시대의 첫 번째 영구적인 실내 극장이다. 1580년부터 1585년까지 건설되었고 안드레아 팔라디오가 공사를 진행하는 도중에 사망하자 그의 제자인 빈첸초 스카모치에 의해서 완성되었다. 1585년 3월 3일에 소포클레스의 《오이디푸스 왕》이 첫 작품으로 극장에 올려졌다. 파르마의 테아트로 파르네세(Teatro Farnese), 사비오네타의 테아트로 알 안티카(Teatro all'antica)와 함께 현존하는 르네상스 시대의 극장이다. 테아트로 올림피코는 ‘비첸차 시와 베네토 주의 팔라디오 빌라’(City of Vicenza and the Palladian Villas of the Veneto)에 포함되어 유네스코(UNESCO) 세계유산으로 등록되었다.

## 사진

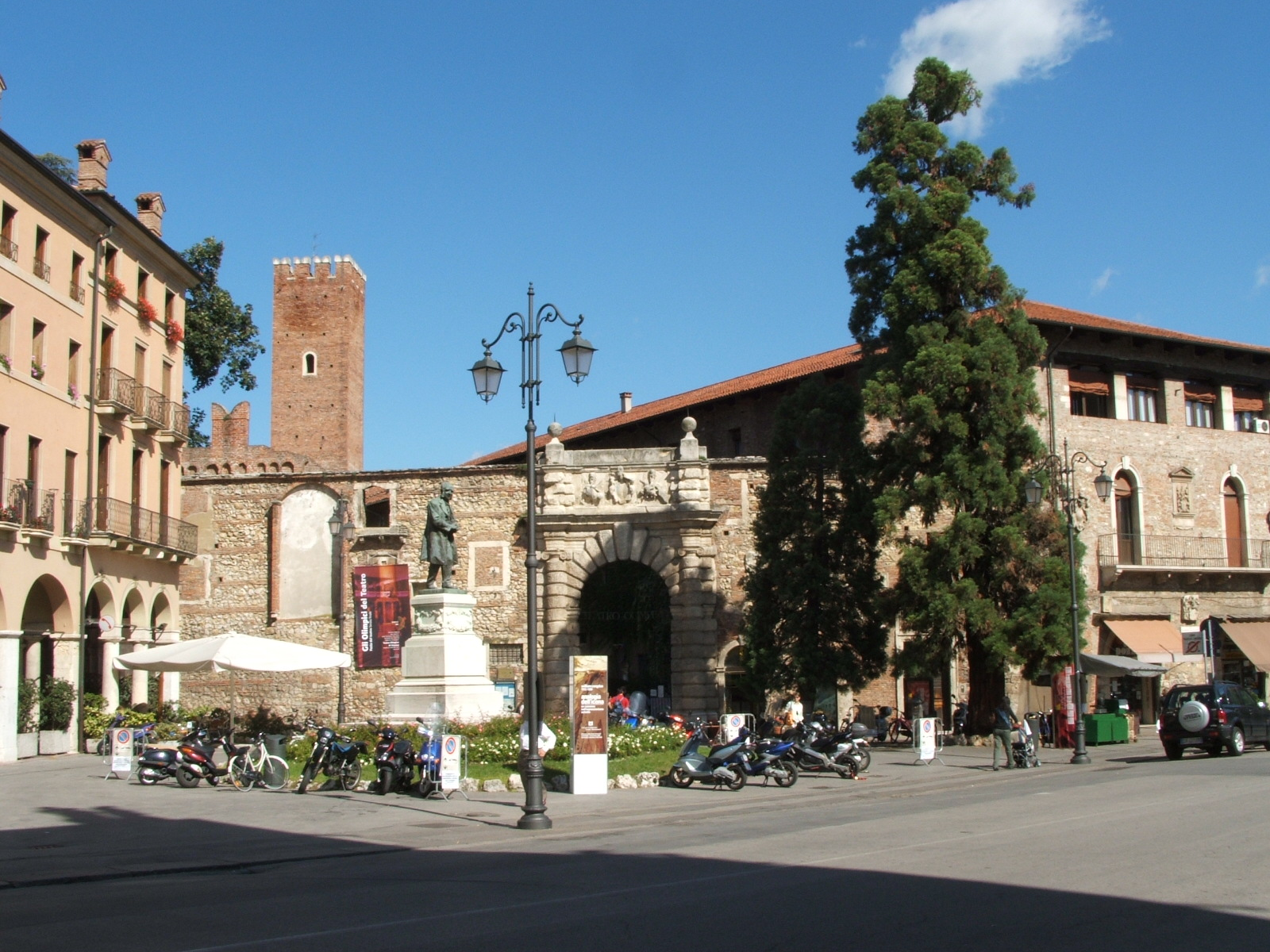
입구
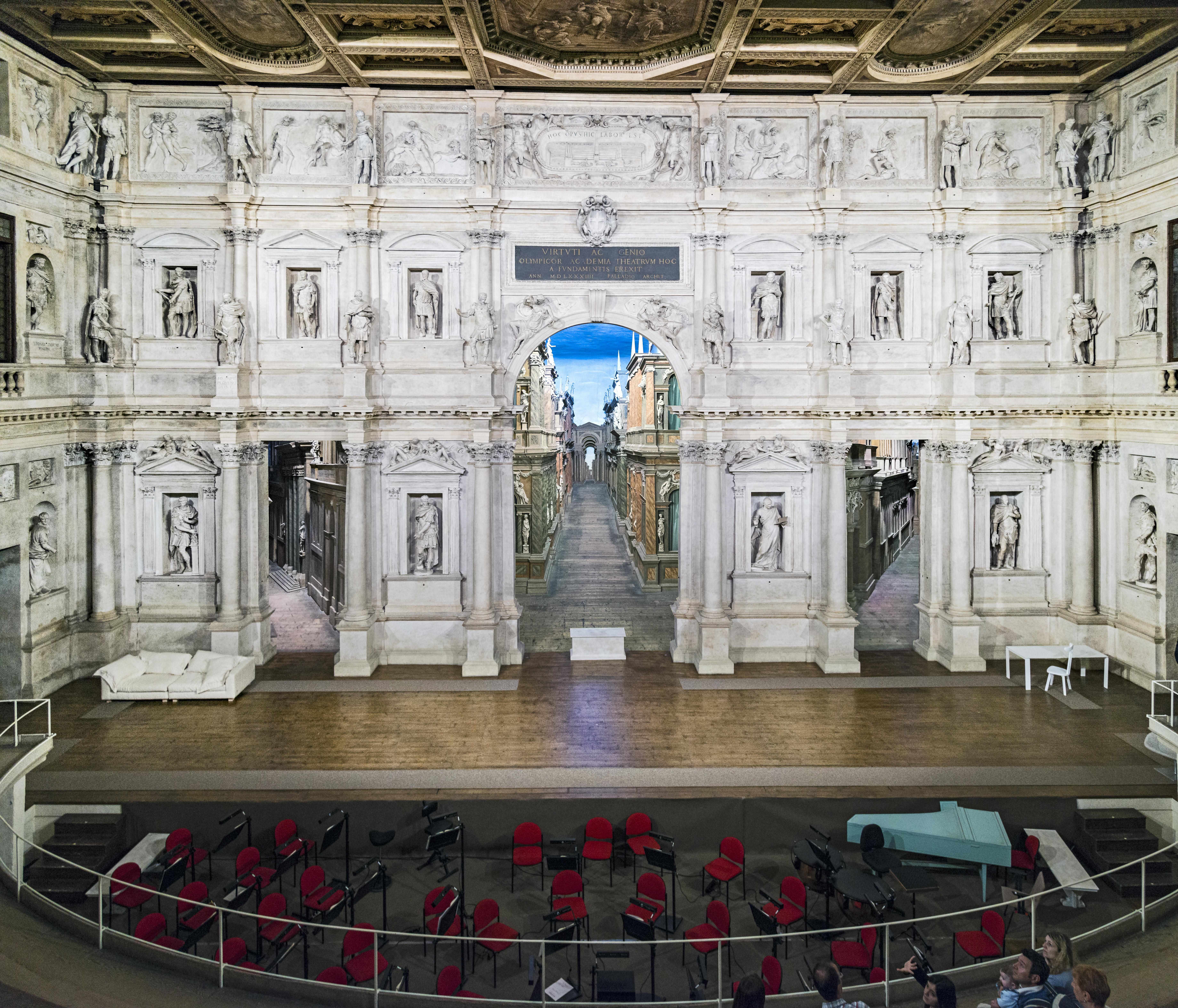
내부
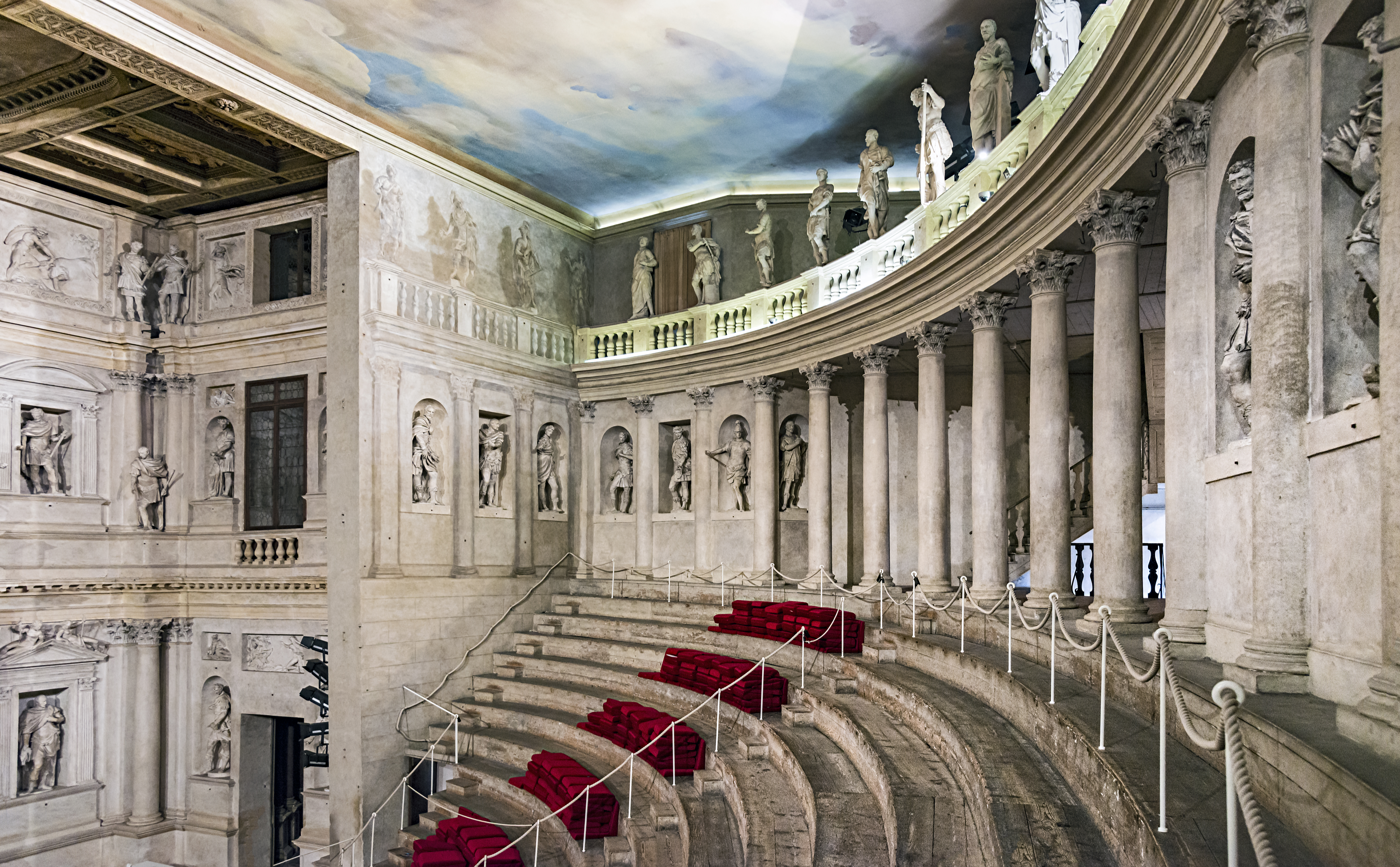
내부
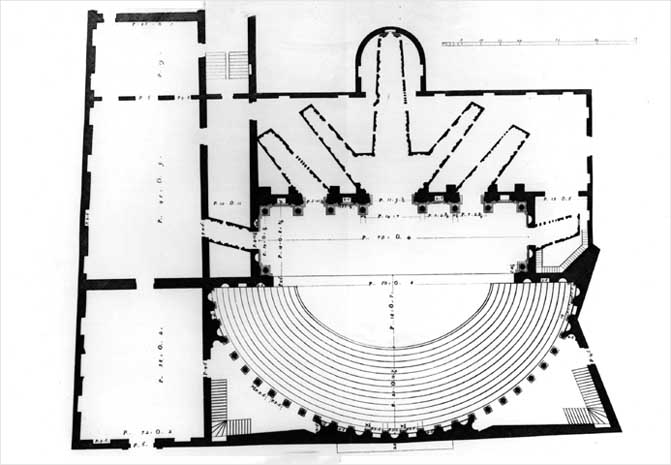
도면
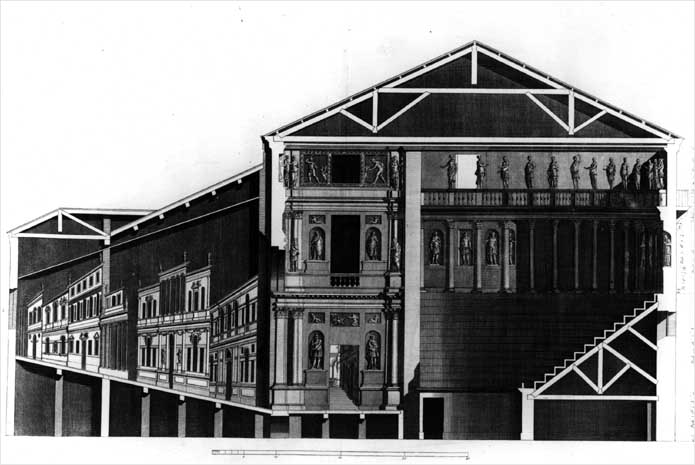
도면

## 같이 보기
- 안드레아 팔라디오
- 빈첸초 스카모치